# Собра (Хорватія)
42°44′ пн. ш. 17°36′ сх. д. / 42.73° пн. ш. 17.6° сх. д.
Собра (хорв. Sobra) — населений пункт у Хорватії, в Дубровницько-Неретванській жупанії у складі громади Млєт.

## Населення
Населення за даними перепису 2011 року становило 131 осіб.
Динаміка чисельності населення поселення: